# Un sac de billes
Un sac de billes (br: Os Meninos que Enganavam Nazistas/pt: Os Meninos que Enganavam os Nazis) é um filme de drama francês canadense e da República Checa, de 2017, dirigido por Christian Duguay.

## Sinopse
Durante um período de ocupação nazista na França, os jovens irmãos judeus Maurice (Batyste Fleurial) e Joseph (Dorian Le Clech) embarcam em uma aventura para escapar dos nazistas. Em meio a invasão e a perseguição, eles se mostram corajosos e inteligentes em sua escapada, com o objetivo de reunir a família mais uma vez.

## Elenco
- Dorian Le Clech[4]
- Batyste Fleurial[4]
- Patrick Bruel[4]
- Elsa Zylberstein[4]
- Christian Clavier[4]
- Bernard Campan[4]
- Kev Adams[4]